# Kim Min Kyung
Kim Min Kyung (en hangul, 김민경) (27 de septiembre de 1960-Seúl; 16 de agosto de 2021) fue una actriz surcoreana.

## Carrera
Debutó como actriz en la Compañía de Teatro Shinhyup en 1979 y participó en obras como Ten Indian Dolls, Romeo 20 y Eat and Live With Me.
En televisión formó parte del elenco de series como Moon Embracing the Sun, My Daughter Seoyoung, When the Camellia Blooms, VIP y Mouse. En 1981 ganó el premio al Novato del Año en el Festival de Teatro de Corea.
A través de una carrera de 40 años, participó  en películas como Where the Truth Lies y Microhabitat. Al momento de su muerte dos de los proyectos cinematográficos en los que participó aún no se habían estrenado.

## Fallecimiento
Su agencia, Dahong Entertainment, anunció que Kim falleció el día 16 de agosto de 2021, aunque la causa de la muerte no fue revelada.

## Filmografía

### Televisión
- So I Married An Anti-Fan (2021) Ep. 6[3]

- Mouse (2021) Ep.1-2[3]

- A Good Supper (2021)

- The Spies Who Loved Me (2020) Ep.1[3]

- Yoobyeolna! Chef Moon (2020)

- Nobody Knows (2020) Ep.1

- Diary of a Prosecutor (2019-2020) Ep.8

- V.I.P (2019)

- When the Camellia Blooms (2019)[3]

- Kill It (2019)

- Priest (2018-2019)

- Tunnel (2017) Ep.6

- The Flower in Prison (2016)

- I Remember You (2015) Cameo

- Into the Flames (2014)

- King's Dream (2012)

- My Daughter Seo Young (2012)

- Moon Embracing the Sun (2012)[3]

- Sweet 18 (2004) Cameo

- The Moon of Seoul (1994)

- Queen Inhyeon (1988)

- Three Families Under One Roof (1986)